# Ölüdeniz
Ölüdeniz – miasteczko turystyczne położone nad Morzem Śródziemnym,  ok. 60 km od lotniska w Dalaman i 12 km od Fethiye. Do atrakcji turystycznych Ölüdeniz należą laguna, góra Babadağ oraz miejski deptak.